# Barkjern
Ordbog over det danske Sprog nævner, at et barkjern er et "mejsellignende redskab til afbarkning af træer"; hvis det er rigtigt må det være synonymt med en barkhøvl. 
Det er dog temmelig sikkert snarere en barkspade eller barkskraber,  også kaldet en afkvistningsspade.